# فرودگاه آبی جزیره فورت سیمپسون
فرودگاه آبی جزیره فورت سیمپسون (به انگلیسی: Fort Simpson Island Water Aerodrome) یک فرودگاه خصوصی است که یک باند فرود آب دارد. این فرودگاه در کشور کانادا قرار دارد و در ارتفاع ۱۱۴ متری از سطح دریا واقع شده است.